# Пречистенский район (Смоленская область)
Пречистенский район — административно-территориальная единица в составе Западной и Смоленской областей РСФСР, существовавшая в 1929—1934 и 1935—1961 годах.
Пречистенский район был образован в составе Смоленского округа Западной области в 1929 году. Центром района было село Пречистое. Район был образован из территорий, прежде входивших в Бельский, Духовщинский и Поречский уезды Смоленской губернии.
В 1930 году Смоленский округ был упразднён, и Пречистенский район перешёл в прямое подчинение Западной области.
В 1934 году Пречистенский район был упразднён, а его территория разделена между Бельским, Демидовским, Духовщинским и Ильинским районами.
В 1935 году Пречистенский район был восстановлен в составе Западной области.
В 1937 году Пречистенский район вошёл в состав Смоленской области.
В 1961 году Пречистенский район был упразднён, а его территория передана в Духовщинский район.